# Deltote unipuncta
Deltote unipuncta is een vlinder uit de familie van de uilen (Noctuidae). De wetenschappelijke naam van deze soort is voor het eerst voorgesteld als Eustrotia unipuncta door William Warren in een publicatie uit 1913.
De soort komt voor in Australië (Queensland).